# 铁岭经济技术开发区
铁岭经济技术开发区是位于中华人民共和国辽宁省铁岭市银州区的一个国家级经济技术开发区。所辖区域以铁岭经济开发区之名，列为银州区下辖的一个类似乡级单位。

## 行政区划
在国家统计局网站上，铁岭经济开发区下辖以下地区：
御树林峰社区、优山美地社区、富州社区、帽山社区、南柳社区、盛峰嘉苑社区、桑园社区、铁岭经济开发区工业园社区、桑园岭分场社区、殷家屯分场社区、山咀子分场社区、周安屯分场社区、顾官屯分场社区、官粮窖分场社区、树芽屯分场社区、茨榆台分场社区、老官台分场社区、房身分场社区、八家子分场社区、何家屯分场社区、温庄子分场社区、申家沟分场社区和柳条沟分场社区。